# 트랜스휴먼
트랜스휴먼(Transhuman)은 공상과학에서 인간과 포스트휴먼(posthuman) 사이의 존재로 인간과 닮았지만 개조에 의해 인간보다 훨씬 뛰어난 능력을 획득한 사람을 말한다. 트랜스휴먼을 만들자는 운동을 트랜스휴머니즘이라고 한다.
트랜스휴먼은 다음과 같이 구분된다.
1. 유전자 개조, 재조합, 편집 등을 통한 개조를 받거나, 장비 혹은 기구를 피부에 부착 또는 장착한 경우.
2. 인간의 신체를 하드웨어로 대체하는 경우
3. 1, 2번 모두 해당하는 경우

## 같이 보기
- 트랜스휴머니즘